# Aztekrall
Aztekrall (Rallus tenuirostris) är en fågel i familjen rallar inom ordningen tran- och rallfåglar. Den är endemisk för Mexiko, där den förekommer i bergsbelägna våtmarker. Arten behandlades tidigare som underart till kungsrallen, men urskiljs numera oftast som egen art. Beståndet är litet och i minskande, varför IUCN listar den som nära hotad.

## Utseende och läte
Aztekrallen är en 33–43 cm lång rall, närbesläktad med och mycket lik de amerikanska arterna kungsrall, kustrall, mangroverall och californiarall. Arten uppträder i två färgformer. Den mörka är allmänt mer dämpad i färgerna jämfört med kungsrallen, ovan inte lika mörk och distinkt tecknad. Vit haka och strupe kontrasterar tydligt med ett brett skärbrunt strupsidestreck. Undersidan är rostbrun, med brun- och vitbandade flanker och vita undre stjärttäckare. Den ljusa formen är mycket ljus på undersidans centrala delar. Lätena är mycket lik kungsrallens, en serie "chac"-toner, höga och hårda serier med "kik" eller "kuk" under parbildningen samt mjuka och snabba "tuk".

## Utbredning och systematik
Aztekrallen förekommer endast i centrala Mexiko.  Den betraktades tidigare som en underart till kungsrall (R. elegans) och vissa gör det fortfarande. Genetiska studier visar dock att den utgör en egen art.

## Levnadssätt
Arten hittas i höglänta våtmarker, både permanenta och säsongsberoende. Den har noterats upp till åtminstone 2500 meters höjd och ner till 800 meter.

### Föda
Födan består mestadels av kräftdjur, framför allt kräftor, men även mollusker och både vatten- och landlevande insekter. Den antas också ta spindlar, fisk och groddjur.

### Häckning
Aztekrallen lägger ägg från maj till augusti, möjligen redan i april och in i september. Ett beskrivet bo var en kupolformad struktur av småsäv, gömt bland 45–60 cm höga stånd. Däri lägger den fem vitaktiga ägg med bruna fläckar.

## Status
Aztekrallen har en rätt liten världspopulation uppskattad till cirka 15 000 vuxna individer. Den tros också minska i antal till följd av degradering av våtmarkerna den lever i. Internationella naturvårdsunionen IUCN listar därför arten som nära hotad.